# کالین جست
کالین جاست (انگلیسی: Colin Jost؛ زادهٔ ۲۹ ژوئن ۱۹۸۲) فیلم‌نامه‌نویس، هنرپیشه، و کمدین اهل ایالات متحده آمریکا است.
از فیلم‌ها یا برنامه‌های تلویزیونی که وی در آن نقش داشته‌است می‌توان به چگونه مجرد باشیم اشاره کرد. او از سال ۲۰۰۵ تاکنون در برنامهٔ پخش زنده شنبه شب حضور داشته و در حال حاضر یکی از نویسندگان اصلی این برنامه به حساب می‌آید. وی همچنین برندهٔ جوایزی همچون جایزه پیبادی شده‌است. او در سال ۲۰۲۱ با اسکارلت جوهانسون ازدواج کرد.
او در فیلم تابستان جزیره استاتن بازی کرده‌است.